# Attigeri, Shiggaon
Attigeri là một làng thuộc tehsil Shiggaon, huyện Haveri, bang Karnataka, Ấn Độ.